# Germán Martínez

Germán Martínez

Germán Martínez Cázares (Morelia, 20 juni 1967) is een Mexicaans politicus en was voorzitter van de Nationale Actiepartij (PAN). In 2018 werd hij senator namens Morena. 
Martínez studeerde rechtsgeleerdheid aan de La Salle-universiteit. In 1988 sloot hij zich aan bij de PAN en had van 1997 tot 2000 en van 2003 tot 2006 namens de PAN zitting in de Kamer van Afgevaardigden. Van 2006 tot 2007 was hij minister van publieke functie in het kabinet van Felipe Calderón.
Op 27 september 2007 werd hij gekozen tot voorzitter van de PAN. Vanwege de slechte resultaten van zijn partij bij de algemene verkiezingen van 2009 trad hij af als partijvoorzitter. Hij keerde terug naar de La Salle Universiteit en werd daar directeur van de rechtenfaculteit. In 2018 stapte Martínez over naar Morena en werd namens die partij gekozen tot senator tijdens de algemene verkiezingen van 2018.